# Encyrtus albitarsis
Encyrtus albitarsis is een vliesvleugelig insect uit de familie Encyrtidae. De wetenschappelijke naam is voor het eerst geldig gepubliceerd in 1838 door Zetterstedt.